# Comisión Permanente del Congreso de la Unión
La Comisión Permanente del Congreso de la Unión es el organismo que se encarga de las tareas correspondientes a las cámaras de Diputados y Senadores cuando éstas se encuentran en receso.

## Funciones
De acuerdo la Constitución Política de los Estados Unidos Mexicanos, sus funciones son las siguientes:
- Prestar su consentimiento para el uso de la Guardia Nacional;
- Recibir, en su caso, la protesta del Presidente de la República;
- Resolver los asuntos de su competencia;
- Recibir durante el receso del Congreso de la Unión las iniciativas de ley y proposiciones dirigidas a las Cámaras y turnarlas para dictamen a las Comisiones de la Cámara a la que vayan dirigidas, a fin de que se despachen en el inmediato periodo de sesiones;
- Acordar por sí o a propuesta del Ejecutivo, la convocatoria del Congreso o de una sola Cámara a sesiones extraordinarias, siendo necesario en ambos casos el voto de las dos terceras partes de los individuos presentes. La convocatoria debe señalar el objeto u objetos de las sesiones extraordinarias;
- Otorgar o negar su ratificación a la designación del Fiscal General de la República, que le someta el titular del Ejecutivo Federal;
- Conceder licencia hasta por treinta días al presidente de la República y nombrar el interino que supla esa falta;
- Ratificar los nombramientos que el presidente haga de ministros, agentes diplomáticos, cónsules generales, empleados superiores de Hacienda, coroneles y demás jefes superiores del Ejército, Armada y Fuerza Aérea Nacionales, en los términos que la ley disponga, y
- Conocer y por los miembros de los Congresos.

## Composición y organización
La Comisión Permanente está compuesta de 37 miembros, de los cuales 19 son Diputados y 18 Senadores, nombrados por sus respectivas Cámaras la víspera de la clausura de los períodos ordinarios de sesiones. Para cada titular las Cámaras nombran, de entre sus miembros en ejercicio, un sustituto.
La comisión posee:
- Un Presidente de la Mesa Directiva
- Tres Vicepresidentes
- Seis Secretarios

Tiene tres comisiones para análisis, cada una con presidente, vicepresidente y secretarios.